# Ugandatrichia frigoris
Ugandatrichia frigoris är en nattsländeart som beskrevs av Wolfram Mey 1998. Ugandatrichia frigoris ingår i släktet Ugandatrichia och familjen smånattsländor. Inga underarter finns listade i Catalogue of Life.